# NGC 3252
NGC 3252 (również PGC 31278 lub UGC 5732) – galaktyka spiralna z poprzeczką (SBd), znajdująca się w gwiazdozbiorze Smoka. Odkrył ją William Herschel 3 kwietnia 1785 roku.